# Fundação Carlos Alberto Vanzolini
A Fundação Carlos Alberto Vanzolini (FCAV), também conhecida como Fundação Vanzolini, é uma instituição sem fins lucrativos, criada, mantida e gerida pelos professores da Departamento de Engenharia de Produção da Escola Politécnica da Universidade de São Paulo para desenvolver atividades de caráter inovador na área de Engenharia de Produção e Administração de Operações, priorizando seus projetos por critérios de relevância econômica e social e pautando sua atuação por critérios de excelência acadêmicos, profissionais e éticos.
Tem por objetivo a difusão da Engenharia de Produção e Administração Industrial e Gestão de Operações.
A Fundação Vanzolini atua nas áreas de Educação Continuada, Certificação, Gestão de Tecnologias aplicadas à Educação e Projetos. Desenvolve treinamentos, entre os quais Gestão da Qualidade (ISO 9000, Seis Sigma), Gestão Industrial, Logística (é uma das desenvolvedoras do sistema Transqualit), Gestão de Projetos e Produtividade. É organismo certificador reconhecido pelo Inmetro e também a responsável pela operacionalização de cursos de pós-graduação lato-sensu da Escola Politécnica da USP.
A Fundação Vanzolini cumpre regularmente o que dispõe o TAC (Termo de Ajuste de Conduta) assinado junto ao Ministério Público / Curadoria de Fundações. Não ocupa as instalações da Universidade São Paulo, mantendo apenas uma equipe local, conforme convênio, para suporte à operação dos cursos existentes da USP naquele espaço.